# Stoetboom

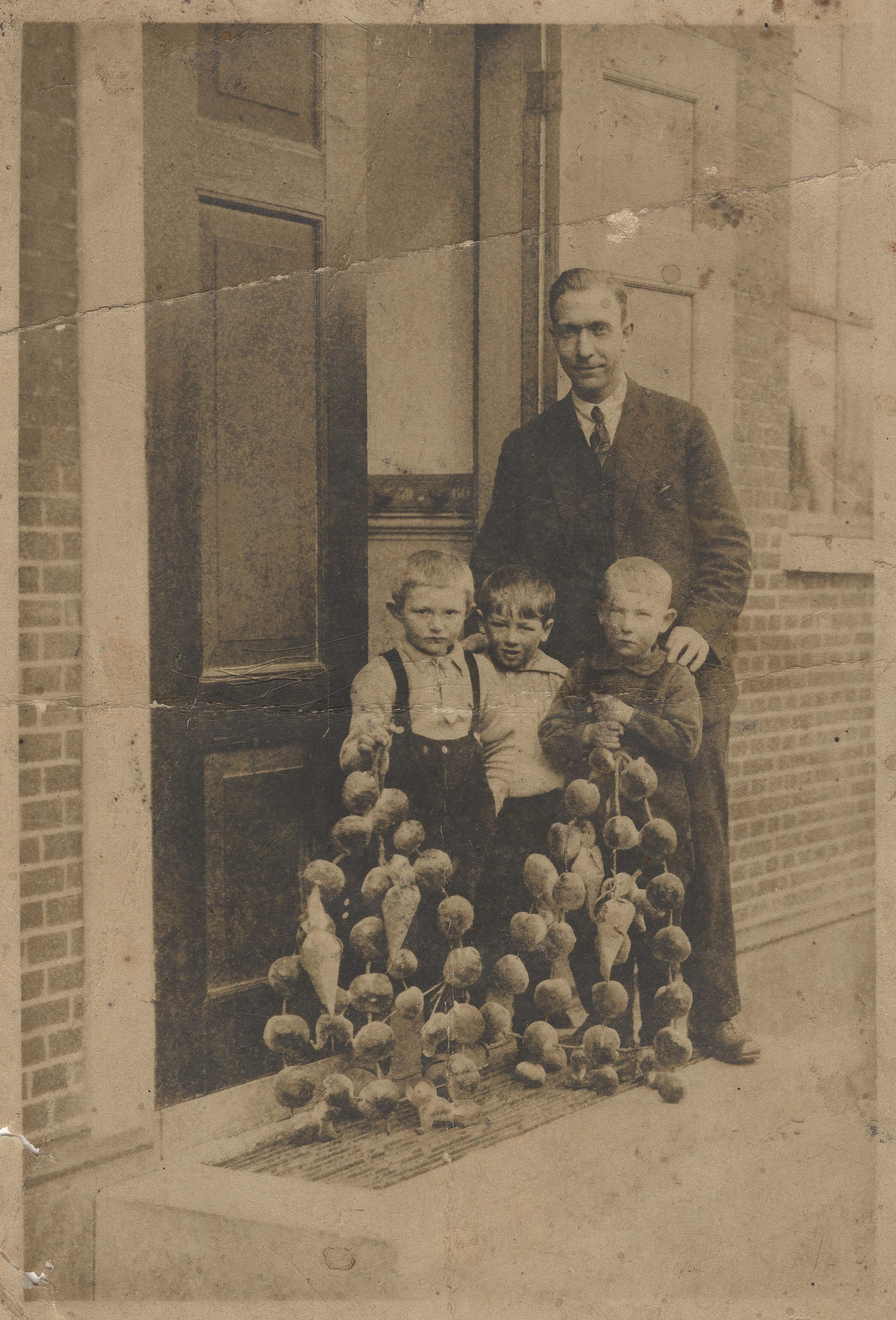
Spijk, 1929. Un instituteur et des enfants avec des stoetbooms.

Un stoetboom est un ensemble de branches où sont accrochées des gâteaux ou petits pains (souvent des krentenbol) donné comme récompense aux enfants faisant leur premier jour d'école primaire. Cette tradition a essentiellement lieu dans le Hogeland (nl), dans la province de Groningue. Stoet, en groningois, signifie "pain", et boom "arbre", le tout faisant référence à une légende selon laquelle l'instituteur aurait un arbre dans son grenier, duquel il arracherait ces branches.
Cette tradition est toujours vivace de nos jours.
Les Pays-Bas ont inscrit cette tradition sur leur liste du patrimoine culturel immatériel,.